# Септимий Север
Луций Септимий Север (на латински: Lucius Septimius Severus; 11 април 146 – 4 февруари 211) е римски император от 9 април 193 до 211 г. Той основава династията на Северите.
Неговото управление дава начало на нова епоха от развитието на империята, в която провинциалната периферия добива преимущество пред центъра Рим и започва да доминира във всички сфери на обществения и стопански живот.

## Произход
Луций Септимий Север е роден в Лептис Магна (100 km югоизточно от дн. Триполи, провинция Либия, на северния бряг на Африка) и умира в Еборакум (Йорк), в римската провинция Британия. Той е потомствен наследник на романизирана либо-финикийска или пуническа фамилия – факт, който не пропуска да демонстрира като владетел: издига статуя на Ханибал в Рим, не прикрива африканския си акцент, а родната му сестра дори не говори латински. Женен за сирийката Юлия Домна, Север е баща на бъдещите императори Каракала и Гета.
Отначало Септимий започва не много обещаваща кариера на дребен провинциален чиновник. Впоследствие преминава през различни постове, издига се в гражданските служби, а през 172 г. император Марк Аврелий го прави сенатор. На следващата година е легат в Африка. Около 187 г. се жени за втори път – за сирийската благородничка Юлия Домна. През 190 г. Септимий Север става консул, а на следващата година получава от император Комод (наследил на трона Марк Аврелий) командването на римските легиони в Панония.

## Възкачване
След убийството на Комод римския Сенат избира за император Хелвидий Пертинакс, който е зет на Марк Аврелий. Няколко седмици след избирането му обаче той е убит. В Рим преторианците са подкупени да издигнат Дидий Юлиан за император. По това време легионите в римската провинция Сирия провъзгласяват за император Песцений Нигер, а тези на запад, в Британия и Галия – Клодий Албин. Дунавската армия, която е най-силна, издига за император Септимий Север – по думите на неговия биограф, това е човек дързък, енергичен и коварен, способен да престъпи всякаква клетва или обещание.
Разразява се жестока вътрешна борба за власт в империята, продължила четири години, през които провинциалният елит от различните части на империята формира фракции, стремящи се да наложат своя избраник с подкрепата на местните легиони.

### Гражданската война 193 – 197 г.
През юни 193 г. Септимий Север с ускорен марш бързо пристига в Рим начело на лично предвожданата от него армия, отстранява Дидий Юлиан и започва преговори с другия претендент за императорския трон – Клодий Албин, като му обещава да го направи свой помощник и наследник. Целта на Север е да спечели време, за да се пребори с обявения за узурпатор Песцений Нигер.
Като сключва съюз с Албин, Септимий Север повежда успешен поход срещу противника на изток и през 195 г., в битка при Антиохия, Нигер окончателно е победен и убит. Скоро следва нов конфликт. Албин иска да поеме властта в Рим, подстрекаван от голяма група сенатори. Септимий Север спира наказателните военни действия срещу партите в Месопотамия и заминава с армиите си на запад. На 19 февруари 197 г., след сблъсък между легионите на Клодий Албин и тези на Септимий Север в унищожителната битка при Лугдунум (дн. Лион, Франция), Север удържа победа и така получава пълната власт над империята, отстранявайки всички свои съперници.
Междувременно Север разпуска преторианците – разжалвани, бити и изгонени полуголи от Рим, техните места са запълнени от нова преторианска гвардия, съставена от 50 хиляди верни войника. Част от уволнените бивши гвардейци се организират в разбойническа банда, която няколко години ограбва градовете в Италия, предвождана от някой си Була.

## Реформи и управление
Интелигентен и решителен управник, Септимий Север бързо въвежда нови порядки в управлението, увеличаващи ролята и правомощията на владетеля и даващи преимущество на провинциалния елит спрямо римските и италийски патриции. Особено са фаворизирани свързаните с императорското семейство африкански, финикийски и сирийски знатни фамилии. Намалявайки влиянието на благородниците от Италия, Галия и Испания, Север измества на преден план тези от Африка и Изтока. Италия, която отстъпва водещото си място и окончателно губи превъзходство спрямо останалите територии на Рим, е принизена до статут на провинция, администрирана от самия император с титлата проконсул. Облагодетелства градовете в Панония и Либия, дарява жителите им с римско гражданство, а на град Александрия дава широка автономия.
Старите римски аристократични кръгове се обявяват против политиката на Север. Усетил враждебността на патрициите, със сурови мерки владетелят се стреми да потисне опозицията на омаловажения Сенат, който Север открито пренебрегва. Волята на владетеля е обявена за закон. Отнето е правото на Сената да издава закони и да назначава магистрати. Голям брой знатни и богати граждани стават жертва на императорската тирания, наказвани по обвинения в заговор, а имуществото им бива конфискувано. Не липсват интриги сред близкото обкръжение на императора – през 205 г. преторианският префект Плавциан е обвинен в опит за преврат и е екзекутиран.
В икономическо отношение провинциите на Рим процъфтяват. В сегашните български земи императорът основа римския град Пазар Пизос, за който някои историци предполагат, че е бил близо до днешния град Меричлери.  В държавата обаче назряват финансови затруднения. През управлението на Север цените се утрояват. Поради характерното за епохата обезценяване на парите, сребърното съдържание в денариите още веднъж е намалено и спада почти с една трета, което води до увеличаване на спекулата. Септимий Север взема мерки за ограничаване на корупцията и обществените безредици и предприема действия срещу християните. Погрижва се също за поддържането и защитата на водопроводите в столицата и другите градове, както и за редовното снабдяване с храни и организирането на зрелища за народа. Значими усилия се полагат в опит да се подобри ефективността на държавната администрация, чиято дейност се следи стриктно от прокураторите.

### Военна реформа
Във войската на Римската империя също протичат ускорени промени, водещи до твърде противоречиви последици. Поради недостиг на римски доброволци, по времето на Септимий Север легионите започват да се попълват най-вече от чужди войници, провинциали, наемници от изтока, варвари и дори военнопленници. Така постепенно се изменят тактиката и въоръжението на римските военни сили. Реформирано е командването, като се назначават по двама преториански префекта.
Императорът, който зависи изцяло от подкрепата на армията, увеличава двойно заплатата на легионерите спрямо тази от времето на Август, и те вече получават по 500 денария, а по време на походи – и двойно повече. Освен това с цел да възнагради и привлече още повече войниците, като направи военната професия по-привлекателна, той им дава пълните права на римски граждани – за разлика от преди, легионерите вече получават правото да се женят и търгуват, с което се въвличат твърде много в цивилните дела и губят интерес към сраженията. Край военните лагери по границите възникват специални селища (канабета), където войниците живеят заедно със своите семейства, а на служба се явяват само при свикване на сбор.
Мнозина офицери и ветерани, верни на династията, биват назначавани на важни постове или влизат в провинциалното управление, измествайки цивилните. С премахването на старите ограничения вече всеки, дори и най-простият редник, има възможността да се издигне до висша длъжност. Според мнението на съвременници тези нови привилегии развалят дисциплината и морала в армията и влияят пагубно на политическия живот, проправяйки пътя към епохата на т.нар. войнишки императори.

## Военни кампании
В началото на своето управление Септимий Север предприема множество интензивни военни действия, за да наложи своята власт и да защити Римската империя от нападения на варварите. На това се дължи високата му репутация на пълководец – след Юлий Цезар никой друг не се е справял с толкова много съперници, въпреки че преди възкачването си Септимий Север не е имал практически опит във воденето на война. През 193 – 194 г., когато удържа победата над Песцений Нигер, Север воюва с партските му съюзници на изток. Присъединени са полунезависимите области Осроене и Адиабена.
След окончателната му победа в гражданската война, през 198 – 199 г. Север предприема втори голям наказателен поход срещу Партия в Южна Месопотамия, завзема важните градове Селевкия и Ктезифон, а след ограбването им се оттегля и сключва примирие. Над 100 хил. души от местното население са отведени като роби заедно с богата плячка. В чест на победите императора получава титлите „Партски“, „Арабски“ и „Адиабенски“.
Императорът и семейството му правят няколко години обиколка на източните провинции, като минават през Египет, Мала Азия и Тракия. През 202 г. императорското семейство се връща триумфално в Рим. В последвалите години цари мир, реорганизация и възстановяване на империята. Около 203 г. легатите на Римската империя предприемат успешен поход срещу пустинното племе гараманти в Сахара. Усилена е защитата и на арабската граница.
В края на живота си Септимий Север отново води битки – в Британия срещу племената пикти и скоти, които са нахлули в провинцията през 208 година. След като отблъсква нашествениците, императорът приема титлата „Британски“. Север възстановява пограничните укрепления на император Адриан (Адриановия вал) и води настъплението срещу варварите в Каледония, преди да се разболее и умре в град Еборакум на 4 февруари 211 година. Дион Касий предава, че преди да умре, императорът казва на двамата си сина: „Бъдете дружни! Давайте на воините и не обръщайте внимание на другите!“.
След смъртта му през 211 г. Сенатът обявява за императори неговите двама сина – Каракала и Гета, които са съветвани от съпругата на починалия император – Юлия Домна.

## Оценки
Според повечето автори[поясни] Септимий Север е отговорен за засилването на милитаризма, автокрацията и провинциализма в управлението на Рим, фактори, които се отразяват негативно на държавата в следващите векове. В стремежа си да заздрави властта, той отхвърля ретроградните останки на републиканската традиция и безкомпромисно въвежда открит военно-монархически абсолютизъм. Новата политика необратимо променя римското общество и дава началото на прехода му към епохата на Късната античност и Домината, осъществил се около век по-късно.
В неговата биография се споменава, че или не е трябвало да се роди, понеже бил много жесток, или не е трябвало да умре, защото бил много полезен за държавата. По собствените му думи, Септимий Север завещава на синовете си силна власт, ако са достойни за нея, и слаба – ако не са. Макар жестокостта му и репресиите спрямо неговите противници да го направили непопулярен приживе, след неговата смърт, когато омразата към него вече била отминала, Север бил високо оценен, защото като владетел той полагал значителни грижи за благоденствието на градовете, стремял се да облагодетелства народа, а и защото при следващите владетели настъпил необратим упадък на империята.